# Canton de Cuisery
Le canton de Cuisery est une ancienne division administrative française située dans le département de Saône-et-Loire et la région Bourgogne-Franche-Comté.

## Géographie
Ce canton était organisé autour de Cuisery dans l'arrondissement de Louhans. Son altitude variait de 167 m (Ormes) à 217 m (Loisy).

## Histoire
De 1833 à 1848, les cantons de Cuisery et de Montpont avaient le même conseiller général. Le nombre de conseillers généraux était limité à 30 par département.

## Représentation

### Conseillers d'arrondissement (de 1833 à 1940)
| Période                                  | Période      | Identité                                       | Étiquette           | Qualité |
| ---------------------------------------- | ------------ | ---------------------------------------------- | ------------------- | --- |
| 1833                                     | 1845         | Richard Philippe Petitjean-Boussin (1785-1861) |                     | Juge de paix à Cuisery, député Républicain modéré (1848-1849)                                               |
| 1845                                     | 1848         | Jean Pernin                                    |                     | Maire de Simandre                                                                                           |
| 1848                                     | 1852         | Louis Saunier                                  |                     | Propriétaire à Jouvençon                                                                                    |
| 1852                                     | 1863 (décès) | Claude Marie Nicot père (1794-1863)            |                     | Géomètre, propriétaire à La Genête                                                                          |
| 1863                                     | 1871         | François Piponnier                             | Candidat recommandé | Juge de paix, maire de Loisy                                                                                |
| 1871                                     | 1877         | Charles Hémy                                   | Républicain         | Banquier à Cuisery                                                                                          |
| 1877                                     | 1893         | Simon Gelot-Marceau                            | Républicain         | Maire de Cuisery                                                                                            |
| 1893                                     | 1893         | Edouard Charreton                              | Républicain         | Médecin à Cuisery                                                                                           |
| 1893                                     | 1901         | Claude Marie Veaux                             | Républicain         | Négociant à Brienne                                                                                         |
| 1901                                     | 1922         | Claude Plissonnier                             | Radical             | Constructeur de machines agricoles, maire de Loisy                                                          |
| 1922                                     | 1937         | Claudius Bernard                               | Rad.                | Négociant, conseiller municipal de Loisy                                                                    |
| 1937                                     | 1940         | Léon Cochard (1907-1976)                       | Rad.                | Minotier, conseiller municipal de Cuisery                                                                   |
| 1940                                     |              |                                                |                     | Les conseils d'arrondissement ont été suspendus par la loi du 12 octobre 1940 et n'ont jamais été réactivés |
| Les données manquantes sont à compléter. |              |                                                |                     | |

### Conseillers généraux de 1833 à 2015
| Période | Période      | Identité                          | Étiquette                     | Qualité |
| ------- | ------------ | --------------------------------- | ----------------------------- | --- |
| 1833    | 1845         | Louis François Ronget             | Constitutionnel               | Notaire à Montpont-en-Bresse |
| 1845    | 1848         | Frédéric Ronget fils du précédent | Droite                        | Notaire et propriétaire à Montpont-en-Bresse |
| 1848    | 1861         | Jules Py                          |                               | Officier de santé, médecin, maire de Cuisery |
| 1861    | 1865         | René de Thorigny                  | Majorité dynastique           | Premier Président de la Cour Impériale d'Amiens Sénateur (1853-1869) |
| 1865    | 1877         | Léopold Palanchon                 | Droite                        | Docteur en médecine, Maire de Cuisery |
| 1877    | 1883         | Charles Hémy                      | Républicain                   | Banquier à Cuisery, conseiller d'arrondissement |
| 1883    | 1893 (décès) | Philibert Chanliaux               |                               | Propriétaire du château de Fontaine-Couverte à Cuisery |
| 1893    | 1893 (décès) | Simon Gelot-Marceau               | Républicain                   | Maire de Cuisery, conseiller d'arrondissement |
| 1893    | 1901         | Edouard Charreton                 | Républicain                   | Médecin, conseiller d'arrondissement, maire de Cuisery |
| 1901    | 1919         | Claude Marie Veaux                | Républicain                   | Négociant, maire de Brienne, conseiller d'arrondissement |
| 1919    | 1937 (décès) | Philibert Cochard                 | Rad.                          | Minotier Maire de Cuisery Sénateur (1933-1937) |
| 1937    | 1940         | Claudius Bernard                  | Rad.                          | Négociant Conseiller municipal de Loisy, conseiller d'arrondissement Membre de la commission administrative de Saône-et-Loire (1941-1942) Nommé conseiller départemental en 1942 |
|         |              |                                   |                               | |
| 1945    | 1949         | Robert Guichard                   | Front national, apparenté PCF | Maire de Brienne, ancien résistant |
| 1949    | 1973         | Alfred Bernard                    | Rad. puis MRG                 | Maire de Loisy |
| 1973    | 1992         | Yves Uny                          | DVG puis PS                   | Pharmacien, maire de Cuisery (1965-1995) |
| 1992    | 2011         | Paul Perrault                     | RPR puis UMP                  | Notaire Maire de La Genête (1977-2007) |
| 2011    | 2015         | Thierry Colin                     | DVD                           | Assureur Maire de L'Abergement-de-Cuisery Président de la Communauté de communes Saône et Seille                                                                                 |

## Composition
Le canton de Cuisery regroupait 10 communes et comptait 6 458 habitants (recensement de 1999 sans doubles comptes).
| Nom                     | Code Insee | Intercommunalité    | Superficie (km2) | Population (dernière pop. légale) | Densité (hab./km2) |
| ----------------------- | ---------- | ------------------- | ---------------- | --------------------------------- | ------------------ |
| Cuisery (chef-lieu)     | 71158      | CC Terres de Bresse | 11,29            | 1 594 (2014)                      | 141                |
| L'Abergement-de-Cuisery | 71001      | CC Terres de Bresse | 7,96             | 757 (2014)                        | 95                 |
| Brienne                 | 71061      | CC Terres de Bresse | 5,65             | 476 (2014)                        | 84                 |
| La Genête               | 71213      | CC Terres de Bresse | 11,57            | 556 (2014)                        | 48                 |
| Huilly-sur-Seille       | 71234      | CC Terres de Bresse | 12,13            | 326 (2014)                        | 27                 |
| Jouvençon               | 71244      | CC Terres de Bresse | 6,30             | 422 (2014)                        | 67                 |
| Loisy                   | 71261      | CC Terres de Bresse | 14,64            | 629 (2014)                        | 43                 |
| Ormes                   | 71332      | CC Terres de Bresse | 9,80             | 526 (2014)                        | 54                 |
| Rancy                   | 71365      | CC Terres de Bresse | 5,76             | 528 (2014)                        | 92                 |
| Simandre                | 71522      | CC Terres de Bresse | 22,79            | 1 691 (2014)                      | 74                 |

## Démographie
| 1962  | 1968  | 1975  | 1982  | 1990  | 1999  | 2010  |
| ----- | ----- | ----- | ----- | ----- | ----- | ----- |
| 5 530 | 5 931 | 5 890 | 6 212 | 6 285 | 6 458 | 7 418 |